# Campeonato Europeo de Judo de 2026
El LXXIV Campeonato Europeo de Judo se celebrará en Tiflis (Georgia) en el año 2026 bajo la organización de la Unión Europea de Judo (EJU) y la Federación Georgiana de Judo.